# إدواردو غارسيا (لاعب كرة قدم)
إدواردو غارسيا (بالإسبانية: Eduardo García)‏ (8 مارس 1945 في الأوروغواي - 26 فبراير 2016 بغواياكيل في الأوروغواي) هو لاعب كرة قدم أوروغواني في مركز حراسة المرمى. شارك مع منتخب الأوروغواي لكرة القدم ومنتخب الإكوادور لكرة القدم. أما مع النوادي، فقد لعب مع بنيارول ونادي إيميلك وناسيونال مونتيفيديو.

## وصلات خارجية
- إدواردو غارسيا على موقع قاعدة بيانات كرة القدم.إي يو (الإنجليزية)
- إدواردو غارسيا على موقع ناشيونال فوتبول تيمز (الإنجليزية)